# Палата Улриксдал
Палата Улриксдал (швед. Ulriksdals slott) је краљевска палата која се налази на обали Едсвикена у Краљевском националном градском парку у општини Солна, 6 км северно од Стокхолма. Првобитно се звала Јакобсдал по власнику Јакобу Де ла Гардију, а изградио је архитекта Ханс Јакоб Кристлер 1638–1645. као сеоско одмаралиште. Касније је палату наследио његов син, Магнус Габријел Де ла Гардија, од кога га је 1669. купила шведска краљица Хедвиг Елеонора. Садашњи дизајн је углавном дело архитекте Никодемуса Тесина Старијег и датира из касног 17. века.

## Историја
Хедвиг Елеонора је имала велике планове за палату и преименовала је 1684. у Улриксдал у част њеног будућег власника, њеног унука принца Улрика. Принц је, међутим, умро у доби од једне године, а Хедвиг Елеонора је задржала палату све до своје смрти 1715. године када је имовина пренета круни на располагање краљу Фредерику I.
Неколико цртежа Никодемуса Тесина Старијег приказује величанствену палату, високу три спрата, са бочним крилима. Имплементација Тесиновог дизајна почела је под Хедвиг Елеонором 1670-их, али је заустављена око 1690. због финансијских проблема.
Када је грађевинске радове на крају наставио краљ Фредерик I 1720-их, архитекта палате Карл Хорлеман имао је другачије идеје од Тесина Старијег. Међу карактеристикама које је Хорлеман уградио био је један од првих мансардних кровова у Шведској. Средином 18. века, палату су заузели краљ Адолф Фредерик и краљица Луиза Улрика. Краљица је овде поставила позориште, које се данас зове Confidencen. За време владавине Адолфа Фредерика и његовог сина Густафа III од Шведске (владао од 1771–1792), била је једна од главних резиденција краљевског двора и место за развијен дворски живот. Од 1792. до 1813. служила је као резиденција за удовицу Густафа III, Софију Магдалену од Данске. После њене смрти, палата је била ненасељена све до 1821. године.
Релативно мало је сачувано од унутрашњости из 18. века, пошто је Улриксдал служио као болница ветерана од 1822. до 1849. године. Болницу је основао краљ Карл XIV Јуан за ветеране руско-шведског рата 1808–1809. Палата је стога била скоро празна када ју је 1856. године купио принц Карл, касније краљ Карл XV. Током владавине Карла XV (1859–1872), палата је коришћена као његова омиљена летња резиденција. Уз помоћ архитекте Фредрика Вилхелма Шоландера и кроз опсежне куповине антиквитета, принц Карл је успео да дизајнира и опреми палату по сопственом укусу. Многи од ових комада намештаја су још увек изложени. Током владавине краља Оскара II (1872–1907), краљица Софија га је често користила као своју личну летњу резиденцију; служила је и као њена резиденција као удовице до њене смрти 1913.
Године 1923. принц Густаф Адолф, будући краљ Густаф VI Адолф, оженио се Лујзом Маунтбатен. Улриксдал је постао блиско повезан са краљевским паром. У њихово време некадашња витешка сала претворена је у дневну собу са намештајем дизајнера Карла Малмстена.
Палата је отворена за јавност од 1986. године. Оригинални намештај је премештен у очуване собе, а делови некадашњих стамбених просторија се користе за излагање предмета из уметничке и занатске колекције Густафа VI Адолфа, као и колекције сребра Густафа V.

## Господарске зграде
Дворско позориште, Confidencen, налази се у згради из 1670-их која је првобитно коришћена као кућа за јахање, а касније и као пансион. Године 1753. краљица Лујза Улрика је наручила од архитекте Карла Фредрика Аделкранца да претвори зграду у позориште. Грађено је у рококо стилу, прима 200 гледалаца и има table à confidence, сто који се може спустити кроз под у подрум да се постави. Данас је <i id="mwSw">Confidencen</i> најстарије рококо позориште у Шведској, поново отворено 1981. године и од тада га води Кјерстин Делерт.
Палата Улриксдал је првобитно имала капелу у северном крилу палате коју је 1662. године саградио архитекта Жан де ла Вале. Капела је срушена током реновирања палате 1774. године од стране Густафа III. Садашњу капелу је пројектовао архитекта Фредрик Вилхелм Шоландер и саграђена је 1864–1865. у дворској башти, у холандском новом ренесансном стилу са извесним утицајима из Венеције.
Поред палате је стакленик, данас Музеј оранжерије. Оранжерију је саградио крајем 17. века архитекта Никодемус Тесин Млађи. Упркос бројним каснијим променама, Тесинова архитектура и даље доминира Оранжеријом, у којој се налазе делови збирке скулптура Народног музеја, укључујући дела вајара Јохана Тобијаса Сергела, Карла Милеса и Јохана Никласа Бистрома. Године 2005. Оранжерија је инспирисала дизајн музичког павиљона у Столбоги.